# Золотой орёл (кинопремия, 2011)
Национальная премия «Золотой орёл» за 2010 год — кинопремия, присужденная в 2011 году Национальной Академией кинематографических искусств и наук России с целью поддержания отечественного кинематографа, сохранения культурной самобытности и основ национального кинопроизводства, поощрения и пропаганды лучших произведений российского и зарубежного киноискусства.
Торжественная церемония вручения Национальной премии в области кинематографии «Золотой орёл» за 2006 год прошла 21 января 2011 года в Первом павильоне «Мосфильма».
Лауреаты премии «Золотой орёл» за 2010 год были определены накануне проведения торжественной Церемонии прямым тайным голосованием членов и членов-корреспондентов Академии.

## Отбор номинантов
На соискание премии в 20 номинациях рассматривались:
- Отечественные кинофильмы [комм 1], впервые показанные в России в период с 1 ноября 2009 года по 31 октября 2010 года.
  - А также кинофильмы 2009 года, которые не были рассмотрены на соискание премии за 2009.
- Отечественные сериалы и телефильмы, первый показ которых был завершен в период с 1 сентября 2009 года по 31 октября 2010 года.
- Зарубежные кинофильмы, выпущенные в прокат на территории Российской Федерации в период с 1 ноября 2009 года по 31 октября 2010 года.

Для отбора номинантов был сформирован экспертный совет под председательством киноведа Кирилла Разлогова, которые в срок до 6 ноября 2010 года рассмотрели 88 игровых фильмов, а также неигровые фильмы, сериалы и телесериалы, и предоставили рекомендательные списки. По данным спискам путём тайного голосования членами Академии был проведен отбор номинантов. Пять фильмов были выбраны в номинации «Лучший фильм» и по три номинанта в во всех остальных номинациях.
Накануне торжественной церемонии был проведен второй этап тайного голосования для определения победителя в каждой из номинаций. Также, по решению Президиума Академии, вручена специальная премия «За выдающейся вклад в мировой кинематограф».

## Экспертный совет
В состав экспертный совет, сформированного для создания рекомендательных списков, входили:
- председатель Кирилл Разлогов — киновед
- Одельша Агишев — драматург
- Владилен Арсеньев — продюсер
- Эдуард Володарский — драматург
- Андрей Золотов — драматург, критик
- Казарян Роланд — звукорежиссёр
- Людмила Кусакова — художник
- Сергей Лаврентьев — киновед
- Сергей Лазарук — продюсер, киновед
- Александр Литвинов — продюсер
- Андрей Малюков — режиссёр
- Анатолий Прохоров — продюсер
- Лев Рошаль — кинодраматург, киновед
- Елена Русинова — звукорежиссёр
- Андрей Самсонов — представитель Департамента кинематографии Министерства культуры РФ
- Мария Соловьёва — оператор
- Вадим Юсов — оператор

## Список номинантов и лауреатов
★ Победители выделены отдельным цветом. 
| Номинация                                                   | Лауреаты и номинанты | Лауреаты и номинанты                                                                                                | Лауреаты и номинанты |
| ----------------------------------------------------------- | --- | --- | -------------------- |
| Лучший игровой фильм                                        | ★ «Как я провел этим летом» продюсеры: Роман Борисевич, Александр Кушаев; режиссёр: Алексей Попогребский | ★ «Как я провел этим летом» продюсеры: Роман Борисевич, Александр Кушаев; режиссёр: Алексей Попогребский            |                      |
| Лучший игровой фильм                                        | • «Брестская крепость» продюсеры: Игорь Угольников, Рубен Дишдишян, Владимир Заметалин; режиссёр: Александр Котт                                                                                              | |                      |
| Лучший игровой фильм                                        | • «Кандагар» продюсеры: Валерий Тодоровский, Илья Неретин; режиссёр: Андрей Кавун | |                      |
| Лучший игровой фильм                                        | • «Край» продюсер: Константин Эрнст; режиссёр: Алексей Учитель | |                      |
| Лучший игровой фильм                                        | • «Овсянки» продюсеры: Игорь Мишин, Мария Назари; режиссёр: Алексей Федорченко | |                      |
| Лучший телефильм или мини-сериал (до 10 серий включительно) | ★ «Вербное воскресенье» (8 серий) продюсеры: Юрий Сапронов, Андрей Смирнов, Дмитрий Месхиев; режиссёр: Антон Сиверс                                                                                           | ★ «Вербное воскресенье» (8 серий) продюсеры: Юрий Сапронов, Андрей Смирнов, Дмитрий Месхиев; режиссёр: Антон Сиверс |                      |
| Лучший телефильм или мини-сериал (до 10 серий включительно) | • «Котовский» (8 серий) продюсеры: Александр Робак, Максим Лагашкин, Артём Доллежаль, Влад Ряшин; режиссёр: Станислав Назиров                                                                                 | |                      |
| Лучший телефильм или мини-сериал (до 10 серий включительно) | • «Пелагея и белый бульдог» (8 серий) продюсеры: Рубен Дидишян, Арам Мовсесян, Сергей Даниелян, Юрий Мороз; режиссёр: Юрий Мороз                                                                              | |                      |
| Лучший телевизионный сериал (более 10 серий)                | ★ «Исаев» (16 серий) продюсеры: Рубен Дидишян, Арам Мовсесян, Сергей Даниелян; режиссёр: Сергей Урсуляк | ★ «Исаев» (16 серий) продюсеры: Рубен Дидишян, Арам Мовсесян, Сергей Даниелян; режиссёр: Сергей Урсуляк             |                      |
| Лучший телевизионный сериал (более 10 серий)                | • «Вольф Мессинг: видевший сквозь время» (17 серий) продюсеры: Рубен Дидишян, Арам Мовсесян, Сергей Даниелян, Анатолий Чижиков; режиссёры: Владимир Краснопольский, Валерий Усков)                            | |                      |
| Лучший телевизионный сериал (более 10 серий)                | • «Я вернусь» (12 серий) продюсеры: Сабина Еремеева, Игорь Толстунов; режиссёр: Елена Немых> | |                      |
| Лучший неигровой фильм                                      | ★ «Виктор Астафьев. Весёлый солдат» режиссёр: Андрей Зайцев | ★ «Виктор Астафьев. Весёлый солдат» режиссёр: Андрей Зайцев                                                         |                      |
| Лучший неигровой фильм                                      | • «Илья Глазунов. За стойкость при поражении» режиссёр: Сергей Мирошниченко | |                      |
| Лучший неигровой фильм                                      | • «Священный огонь Химба» режиссёр: Сергей Ястржембский | |                      |
| Лучший анимационный фильм                                   | ★ «Белка и Стрелка. Звёздные собаки» режиссёры: Инна Евланникова, Святослав Ушаков | ★ «Белка и Стрелка. Звёздные собаки» режиссёры: Инна Евланникова, Святослав Ушаков                                  |                      |
| Лучший анимационный фильм                                   | • «Непечальная история» режиссёр: Мария Муат | |                      |
| Лучший анимационный фильм                                   | • Цикл «Рассказы А.П. Чехова» (сезон 2010 года) режиссёры: Наталья Мальгина («Беззаконие»), Сергей Серёгин («Белолобый»), Оксана Холодова («Сын прокурора спасает короля»), Павел Сухих («Человек в пенсне»). | |                      |
| Лучшая режиссёрская работа                                  | | ★ Алексей Учитель за фильм «Край»                                                                                   |                      |
| Лучшая режиссёрская работа                                  | • Алексей Попогребский за фильм «Как я провёл этим летом» | |                      |
| Лучшая режиссёрская работа                                  | • Алексей Федорченко за фильм «Овсянки» | |                      |
| Лучший сценарий                                             | | ★ Алексей Попогребский за фильм «Как я провёл этим летом»                                                           |                      |
| Лучший сценарий                                             | • Александр Гоноровский за фильм «Край» | |                      |
| Лучший сценарий                                             | • Денис Осокин за фильм «Овсянки» | |                      |
| Лучшая женская роль в кино                                  | | ★ Аньорка Штрехель за роль Эльзы в фильме «Край»                                                                    |                      |
| Лучшая женская роль в кино                                  | • Екатерина Климова за роль Эльзы в фильме «Мы из будущего 2» | |                      |
| Лучшая женская роль в кино                                  | • Оксана Фандера за роль Лады в фильме «Про любоff» | |                      |
| Лучшая женская роль на телевидении                          | | ★ Полина Кутепова за роль Пелагии в телефильме «Пелагия и белый бульдог»                                            |                      |
| Лучшая женская роль на телевидении                          | • Светлана Иванова за роль Оксаны Лепиной в телесериале «Вербное воскресенье» | |                      |
| Лучшая женская роль на телевидении                          | • Мария Шукшина за роль Полины Ивановой в телесериале «Террористка Иванова» | |                      |
| Лучшая мужская роль в кино                                  | | ★ Владимир Машков за роль Игната в фильме «Край»                                                                    |                      |
| Лучшая мужская роль в кино                                  | • Александр Балуев за роль Владимира Карпатова в фильме «Кандагар» | |                      |
| Лучшая мужская роль в кино                                  | • Сергей Пускепалис за роль Сергея в фильме «Как я провёл этим летом» | |                      |
| Лучшая мужская роль на телевидении                          | | ★ Владислав Галкин (посмертно) за роль Григория Котовского в сериале «Котовский»                                    |                      |
| Лучшая мужская роль на телевидении                          | • Дмитрий Дюжев за роль Артура Никитина в сериале «Вербное воскресенье» | |                      |
| Лучшая мужская роль на телевидении                          | • Евгений Князев за роль Вольфа Мессинга в сериале «Вольф Мессинг: видевший сквозь время» | |                      |
| Лучшая женская роль второго плана                           | | ★ Юлия Пересильд за роль Софьи в фильме «Край»                                                                      |                      |
| Лучшая женская роль второго плана                           | • Валерия Ланская за роль Маруси Городецкой в фильме «Рябиновый вальс» | |                      |
| Лучшая женская роль второго плана                           | • Мария Звонарёва за роль Ирины Дроновой в фильме «Человек у окна» | |                      |
| Лучшая мужская роль второго плана                           | | ★ Виктор Сухоруков за роль Всеволда Сергеева в фильме «Овсянки»                                                     |                      |
| Лучшая мужская роль второго плана                           | • Владимир Машков за роль Сереги в фильме «Кандагар» | |                      |
| Лучшая мужская роль второго плана                           | • Андрей Панин за роль Готова в фильме «Кандагар» | |                      |
| Лучшая операторская работа                                  | ★ Павел Костомаров за фильм «Как я провёл этим летом» | ★ Павел Костомаров за фильм «Как я провёл этим летом»                                                               |                      |
| Лучшая операторская работа                                  | • Юрий Клименко за фильм «Край» | |                      |
| Лучшая операторская работа                                  | • Михаил Кричман за фильм «Овсянки» | |                      |
| Лучшая работа художника-постановщика                        | ★ Наталья Кочергина за фильм «Маленькие трагедии» | ★ Наталья Кочергина за фильм «Маленькие трагедии»                                                                   |                      |
| Лучшая работа художника-постановщика                        | • Владимир Филиппов за фильм «Воробей» | |                      |
| Лучшая работа художника-постановщика                        | • Евгений Качанов за фильм «Иванов» | |                      |
| Лучшая работа художника по костюмам                         | ★ Лидия Крюкова за фильм «Маленькие трагедии» | ★ Лидия Крюкова за фильм «Маленькие трагедии»                                                                       |                      |
| Лучшая работа художника по костюмам                         | • Наталья Дзюбенко и Ирина Вострикова за фильм «Иванов» | |                      |
| Лучшая работа художника по костюмам                         | • Татьяна Разумовская за фильм «Человек с бульвара Капуцинок» | |                      |
| Лучшая музыка к фильму                                      | ★ Евгений Дога за музыку к фильму «Рябиновый вальс» | ★ Евгений Дога за музыку к фильму «Рябиновый вальс»                                                                 |                      |
| Лучшая музыка к фильму                                      | • Андрей Карасёв за музыку к фильму «Овсянки» | |                      |
| Лучшая музыка к фильму                                      | • Юрий Потеенко за музыку к фильму «Чёрная молния» | |                      |
| Лучший монтаж фильма                                        | ★ Мария Сергеенкова за фильм «Брестская крепость» | ★ Мария Сергеенкова за фильм «Брестская крепость»                                                                   |                      |
| Лучший монтаж фильма                                        | • Иван Лебедев за фильм «Как я провел этим летом» | |                      |
| Лучший монтаж фильма                                        | • Елена Андреева и Глеб Никульский за фильм «Край» | |                      |
| Лучшая работа звукорежиссёра                                | ★ Филипп Ламшин и Анатолий Белозеров за фильм «Брестская крепость» | ★ Филипп Ламшин и Анатолий Белозеров за фильм «Брестская крепость»                                                  |                      |
| Лучшая работа звукорежиссёра                                | • Владимир Головницкий за фильм «Как я провел этим летом» | |                      |
| Лучшая работа звукорежиссёра                                | • Кирилл Василенко, Елена Титова и Нелли Иванова за фильм «Овсянки» | |                      |
| Лучший зарубежный фильм в российском прокате                | ★ «Аватар» (Avatar) · продюсеры: Джеймс Кэмерон, Джон Ландау; режиссёр: Джеймс Кэмерон · США | ★ «Аватар» (Avatar) · продюсеры: Джеймс Кэмерон, Джон Ландау; режиссёр: Джеймс Кэмерон · США                        |                      |
| Лучший зарубежный фильм в российском прокате                | • «Алиса в стране чудес» (Alice in Wonderland) · продюсеры: Ричард Занук, Джо Рот, Сюзанн Тодд, Дженнифер Тодд; режиссёр: Тим Бёртон · США                                                                    | |                      |
| Лучший зарубежный фильм в российском прокате                | • «Вверх» (Up) · продюсеры: Джон Лассетер, Джонас Ривера; режиссёры: Пит Доктер, Боб Питерсон · США | |                      |
| Специальные премии «Золотой орёл»                           | | ★ актриса Клаудиа Кардинале За выдающийся вклад в мировой кинематограф                                              |                      |
| Специальные премии «Золотой орёл»                           | ★ актёр Григорий Добрыгин От компании ОАО «МегаФон» специальный приз «Будущее зависит от тебя» | |                      |

## Комментарий
1. ↑  Под «отечественным фильмом» понимается фильм, удовлетворяющий требованиям федерального закона от 22.08.1996 № 123-ФЗ «О государственной поддержке кинематографии Российской Федерации» и «Положению о национальном фильме» Министерства культуры Российской Федерации[1].